# ايرينا سبيرليا
ايرينا سبيرليا (بالرومانية: Irina Spîrlea)‏ مواليد 26 مارس 1974 في بوخارست، رومانيا، هي لاعبة كرة مضرب رومانية تلعب باليد اليمنى بدأت مسيرتها كمحترفة عام 1990. هي لاعبة كرة مضرب رومانية سابقة كانت تلعب باليد اليمنى بدأت مسيرتها كمحترفة عام 1990، اعتزلت اللعب في 2000.

## روابط خارجية
- ايرينا سبيرليا على موقع رابطة محترفات التنس (الإنجليزية)
- ايرينا سبيرليا على موقع الاتحاد الدولي لكرة المضرب (الإنجليزية)
- ايرينا سبيرليا على موقع كأس بيلي جين كينغ (الإنجليزية)
- ايرينا سبيرليا على موقع خلاصة التنس.كوم (الإنجليزية)
- ايرينا سبيرليا على موقع أوليمبيديا (الإنجليزية)